# Bombacopsis
Bombacopsis  es un género  de fanerógamas perteneciente a la familia de las  malváceas. Incluye 36 especies. Es originario de  Centroamérica. Fue descrito por Pittier  y publicado en Contributions from the United States National Herbarium 18(4): 162, en el año 1916. La especie tipo es Bombacopsis sessilis (Benth.) Pittier.
Está considerada un sinónimo del género Pachira

## Especies seleccionadas
- Bombacopsis amazonica
- Bombacopsis calophylla
- Bombacopsis coriacea
- Bombacopsis cowanii
- Bombacopsis cubensis
- Bombacopsis quinatum